# Calophasia acuta
Calophasia acuta är en fjärilsart som beskrevs av Freyer 1837. Calophasia acuta ingår i släktet Calophasia och familjen nattflyn. Inga underarter finns listade i Catalogue of Life.